# 马克·肯尼迪
马克·肯尼迪（英語：Marc Kennedy，1982年2月5日—），加拿大男子冰壶运动员。他曾代表加拿大获得2010年冬季奥运会冰壶比赛男子团体金牌以及2022年冬季奥运会冰壶比赛男子团体銅牌。他也参加了2018年冬季奥运会。